# Judee Sill
Judith Lynn Sill, conocida como Judee Sill (Oakland, Estados Unidos, 7 de octubre de 1944 - North Hollywood, Los Angeles, Estados Unidos, 23 de noviembre de 1979) fue una cantante, multiintrumentista y compositora estadounidense, la primera en ser grabada por la compañía discográfica Asylum de David Geffen. Lanzó dos álbumes y por poco tiempo trabajó como caricaturista antes de morir por sobredosis en 1979. Unas grabaciones suyas de 1974 fueron editadas y publicadas en el 2005 como una colección de dos discos llamada Dreams Come True.
En su música es patente la influencia de la métrica y los arreglos de Bach, mientras que las letras de sus canciones se inspiran en la pasión por el éxtasis y redención cristianos.

## Biografía
El padre de Sill, un importador de animales exóticos para ser utilizados en películas, y su hermano mayor murieron en accidentes distintos cuando ella era joven. Su madre se casó después con el animador de Tom y Jerry, Kenneth Muse, en 1952.
Contrajo primeras nupcias a los 17 años. Un año más tarde, se divorció. Su exmarido moriría poco después atrapado por los rápidos del río Kern, habiendo ingerido LSD previamente. La cantante diría en una entrevista que él vivía como un aventurero y que era natural que hubiese encontrado la muerte de esa manera.
Según sus propias palabras, Sill a los 17 años cometió varios robos en tiendas donde se vendía alcohol y en supermercados. Nunca mató o hirió a nadie. Fue  juzgada a los 18 y, gracias al dinero prestado por su padre, pudo pagar un buen abogado. La resolución de esa causa fue decisiva para la cantautora. Fue enviada a un reformatorio durante un año, en el cual se interesó por la música religiosa y aprendió piano. Tras su período de reclusión, consiguió un trabajo como pianista de salón, pero cuando sus jefes se enteraron de su corta edad la despidieron.
Se casó nuevamente a los meses, esta vez con un pianista, y empezó a tocar el bajo. En ese momento se volvió adicta a la heroína. Cuando ambos se separaron, Judee entró en un período de adicción a esa sustancia por tres años. Para comprar las dosis, entró en el negocio de las falsificaciones. Fue arrestada y enviada a prisión. Allí debió abandonar por la fuerza a la droga, lo cual no le resultó nada fácil.
Después de una sobredosis que le quitó momentáneamente la lucidez y desvaneció el latido de su corazón por tres minutos, se tomó en serio la composición de canciones. Una de ellas, haciendo referencia a su vida en la cárcel, explicaba "el tiempo muerto" que existía en su espera por un juicio.
Tuvo un acercamiento a la magia, que tomó casi como una religión. Según ella misma, "la usaba solo para buenas causas, nunca me metí con la magia negra ni con nada de eso". La dejó en un segundo plano porque empezaba a "volverse fanática".
Judee volvió a la costa oeste de los Estados Unidos, donde conoció a Graham Nash y David Crosby, con quienes salió de gira y se presentó como su telonera. David Geffen le ofreció un contrato con su nueva marca, Asylum. Entre otras tantas cosas, le vendió su canción "Lady-O" a The Turtles. Además apareció en una de las portadas de la famosa revista Rolling Stone.
Graham Nash produjo su primer sencillo, "Jesus Was A Cross Maker," que fue transmitido por radio el primero de octubre de 1971. El disco Judee Sill pronto lo siguió en el mismo mes y año. El álbum se caracterizó por la voz en múltiples overdubbings de Sill, mayoritariamente en cuatro partes, ayudada por el ingeniero de sonido, Henry Lewy. 
Sill grabó su segundo y último álbum, Heart Food en 1973 (remasterizado en el 2003 junto con el primero). Judee se encargó profesionalmente de la orquestación y arreglos en Heart Food donde está incluido su famoso tema: "The Donor".
Se mudó a Inglaterra antes de sus años finales. Una vez en Bretaña, grabó una exitosa sesión en The Old Grey Whistle Test, 1973, programa transmitido por la BBC. Luego, regresó a su país.
Después de varios accidentes automovilísticos, Sill, sumida en una ardua depresión, se arrojó a la drogadicción y salió de la escena de la música abruptamente, hasta que finalmente murió de una sobredosis de narcóticos, "una aguda intoxicación de cocaína y codeína", el 23 de noviembre de 1979, en su apartamento de Morrison Street en North Hollywood. Terminaba una de las vidas con más sucesos extraños y sufrimiento dentro de la música.

## Personal
Sill era bisexual.

## Discografía
- Judee Sill (LP, Asylum, 1971)
- Heart Food (LP, Asylum, 1973)
- Dreams Come True (2CD, Water, 2005). incluidos ocho demos de estudio de una propuesta para un tercer LP, varios caseros y un videoclip de cinco canciones en vivo en USC, 1973.
- Judee Sill (CD, Rhino Handmade, 2005). Contiene el disco original y un plus de dos canciones, siete grabaciones en vivo y un demo casero. Fue una edición de 5000 copias.
- Heart Food (CD, Rhino Handmade, 2005). Contiene el original más un outtake y ocho versiones demo. Fue una edición de 5000 copias.
- Abracadabra: The Asylum Years (2CD, Rhino, 2006). Combina Judee Sill y Heart Food con bonus tracks.
- Live in London: The BBC Recordings 1972-1973 (CD, Troubadour, 2007). Contiene solos en vivo de canciones para la BBC, y una entrevista con Bob Harris.